# Jefferson de Oliveira Galvão
Jefferson de Oliveira Galvão (* 2. Januar 1983 in São Vicente) ist ein ehemaliger brasilianischer Torwart. Er war überwiegend beim Botafogo FR aktiv.

## Karriere

### Verein
Jefferson begann seine Profikarriere 2001 bei Cruzeiro Belo Horizonte. Mit diesen wurde er 2002 Staatsmeister von Minas Gerais. Da der Torhüter jedoch nur unregelmäßig zum Einsatz kam, wurde er zwischen 2003 und 2005 an Botafogo FR verliehen und verpasste somit 2003 den Gewinn der Brasilianischen Meisterschaft sowie des nationalen Pokals durch Cruzeiro. Mit Botafogo blieb Jefferson in den zwei Jahren, in denen er deren Farben vertrat, titellos, entwickelte sich allerdings in dieser Zeit zum Stammspieler. 2005 kehrte er nicht nach Belo Horizonte zurück, sondern transferierte nach Europa, in die türkische Süper Lig, zu Trabzonspor. Dort sollte er Nachfolger des Australiers Michael Petkovic werden. Bei Trabzonspor setzte sich der Torwart gegen seine Konkurrenten Ahmet Şahin  und Tolga Zengin durch und ging als Nummer 1 in die Saison 2005/06. Zur Rückrunde der Folgespielzeit verlor Jefferson jedoch seinen Platz in der Startelf und wurde von Tolga Zengin verdrängt. Nachdem er auch 2007/08 nur selten zum Einsatz gekommen war, entschied sich der Torhüter im Sommer 2008 zu einem Wechsel zum Ligakonkurrenten Konyaspor. Nachdem er hier wieder als Nummer 1 in die neue Spielzeit gegangen war, verlor Jefferson erneut nach der Hinrunde seinen Posten und musste zuschauen, wie sein Konkurrent Oğuzhan Bahadır das Tor von Konyaspor hütete. Der Klub stieg zum Saisonende aus der ersten türkischen Liga ab. Schließlich entschied er sich, die Türkei wieder zu verlassen und zu seinem früheren Verein Botafogo zurückzukehren, wo er sich wieder etablierte, zu alter Stärke fand und auch wieder in den Kreis der Nationalmannschaft einrückte. Mit Botafogo gewann Jefferson 2010 die Taça Rio, die Taça Guanabara sowie die Staatsmeisterschaft von Rio de Janeiro. Während dieser Zeit wusste Jefferson durch gute Leistungen zu überzeugen, was ihm 2010 sowohl den Titel des besten Torhüters wie den Titel des besten Spielers bei der Staatsmeisterschaft von Rio de Janeiro einbrachte. Nach der Meisterschaft 2014 musste sein Klub in die Série B absteigen. Die Série B konnte 2015 gewonnen werden und damit der direkte Wiederaufstieg. Nach der Saison 2018 beendete Jefferson offiziell seine aktive Laufbahn.

### Nationalmannschaft
Jefferson war Juniorennationalspieler Brasiliens. 2003 gewann er mit der U-20 des Landes die Junioren-Fußballweltmeisterschaft. Dort kam er, nachdem Fernando Henrique als Stammkeeper in das Turnier ging, ab dem Viertelfinale zum Einsatz und bestritt insgesamt vier Partien, u. a. die Finalbegegnung gegen Spanien, bei der Brasilien mit 1:0 gewann. Bald darauf rückte er auch erstmals in das Blickfeld der A-Nationalmannschaft. Aber erst 2011 wurde der Torhüter von Neu-Trainer Mano Menezes in den Kader für die Copa América in Argentinien berufen.

## Erfolge

### Verein
Cruzeiro
- Copa Sul-Minas: 2002
- Staatsmeisterschaft von Minas Gerais: 2002

Botafogo
- Taça Rio: 2010, 2012, 2013
- Taça Guanabara: 2010, 2013, 2015
- Staatsmeisterschaft von Rio de Janeiro: 2010, 2013, 2018
- Campeonato Brasileiro de Futebol – Série B: 2015

### Nationalmannschaft
- FIFA-Konföderationen-Pokal: 2013
- Weltmeisterschafts-Vierter: 2014

### Auszeichnungen
- Bester Torhüter der Staatsmeisterschaft von Rio de Janeiro: 2010
- Bester Spieler der Staatsmeisterschaft von Rio de Janeiro: 2010